# Секстон, Коллин
Коллин Дарнелл Секстон (англ. Collin Darnell Sexton ; род. 4 января 1999 года, Мариетта, Джорджия, США) — американский профессиональный баскетболист, выступающий за команду НБА «Юта Джаз». Играет на позиции разыгрывающего и атакующего защитника.

## Студенческая карьера

### Алабама Кримсон Тайд
В сезоне 2017/2018 выступал за студенческую команду Алабамского университета «Алабама Кримсон Тайд». В стартовой игре плей-офф Юго-Восточной конференции Коллин набрал 27 очков против команды «Техас A&M Эггис», далее набрал 31 очко в следующем матче против «Оберн Тайгерс» и 21 очко в следующем проигранном полуфинальном матче против «Кентукки Уайлдкэтс». Коллин Секстон вошёл во вторую сборную Юго-Восточной конференции по итогам трёх матчей турнира, в котором Коллин набирал в среднем 26,3 очка, отдавал 3,0 передачи и делал 5,0 подборов.
После вылета «Алабамы» из Турнира первого дивизиона NCAA Коллин Секстон объявил о выставлении своей кандидатуры на Драфт НБА 2018 года, где ожидалось, что он будет выбран в первом раунде.

## Карьера в НБА

### Кливленд Кавальерс (2018—2022)
21 июня 2018 года Коллин Секстон был выбран под общим 8-м номером командой «Кливленд Кавальерс» на Драфте НБА. Дебют за «Кливленд» состоялся 17 октября 2018 года. В матче против «Торонто Рэпторс» (104—116) Секстон вышел на паркет со скамейки запасных набрав 9 очков и сделав 3 подбора. 24 ноября 2018 года принёс своей команде победу над «Хьюстон Рокетс» 117—108, набрав максимальные в карьере 29 очков. 9 декабря 2018 года повторил свои максимальные 29 очков, принеся победу над командой «Вашингтон Уизардс» 116—101. По итогам сезона был выбран во вторую сборную новичков НБА.

### Юта Джаз (2022—настоящее время)
3 сентября 2022 года Секстон был обменян вместе с Лаури Маркканеном, Очаи Агбаджи, тремя будущими пиками первого раунда драфта и двумя будущими правом на обмен пиков в «Юту Джаз» на Донована Митчелла. Секстон перешёл в «Джаз» по схеме «сайн-энд-трейд». В рамках сделки Секстон подписал с «Джаз» четырехлетний контракт на сумму 72 миллиона долларов. Секстон дебютировал за «Джаз» 19 октября, набрав 20 очков, 5 подборов и 2 передачи, выйдя со скамейки запасных в матче против «Денвер Наггетс».

## Международная карьера
Секстон выиграл золотую медаль вместе с юношеской сборной США на чемпионат мира по баскетболу среди юношей 2016, став самым ценным игроком турнира.

## Статистика

### Статистика в НБА
| Сезон                                                                                    | Команда  | Регулярный сезон | Регулярный сезон | Регулярный сезон | Регулярный сезон | Регулярный сезон | Регулярный сезон | Регулярный сезон | Регулярный сезон | Регулярный сезон | Регулярный сезон | Регулярный сезон | Серия плей-офф | Серия плей-офф | Серия плей-офф | Серия плей-офф | Серия плей-офф | Серия плей-офф | Серия плей-офф | Серия плей-офф | Серия плей-офф | Серия плей-офф | Серия плей-офф |
| Сезон                                                                                    | Команда  | GP               | GS               | MPG              | FG%              | 3P%              | FT%              | RPG              | APG              | SPG              | BPG              | PPG              | GP             | GS             | MPG            | FG%            | 3P%            | FT%            | RPG            | APG            | SPG            | BPG            | PPG            |
| ---------------------------------------------------------------------------------------- | -------- | ---------------- | ---------------- | ---------------- | ---------------- | ---------------- | ---------------- | ---------------- | ---------------- | ---------------- | ---------------- | ---------------- | -------------- | -------------- | -------------- | -------------- | -------------- | -------------- | -------------- | -------------- | -------------- | -------------- | -------------- |
| 2018/19                                                                                  | Кливленд | 82               | 72               | 31,8             | 43,0             | 40,2             | 83,9             | 2,9              | 3,0              | 0,5              | 0,1              | 16,7             | Не участвовал  | Не участвовал  | Не участвовал  | Не участвовал  | Не участвовал  | Не участвовал  | Не участвовал  | Не участвовал  | Не участвовал  | Не участвовал  | Не участвовал  |
| 2019/20                                                                                  | Кливленд | 65               | 65               | 33,0             | 47,2             | 38,0             | 84,6             | 3,1              | 3,0              | 1,0              | 0,1              | 20,8             | Не участвовал  | Не участвовал  | Не участвовал  | Не участвовал  | Не участвовал  | Не участвовал  | Не участвовал  | Не участвовал  | Не участвовал  | Не участвовал  | Не участвовал  |
| 2020/21                                                                                  | Кливленд | 60               | 60               | 35,3             | 47,5             | 37,1             | 81,5             | 3,1              | 4,4              | 1,0              | 0,2              | 24,3             | Не участвовал  | Не участвовал  | Не участвовал  | Не участвовал  | Не участвовал  | Не участвовал  | Не участвовал  | Не участвовал  | Не участвовал  | Не участвовал  | Не участвовал  |
| 2021/22                                                                                  | Кливленд | 11               | 11               | 28,7             | 45,0             | 24,4             | 74,4             | 3,3              | 2,1              | 0,9              | 0,0              | 16,0             | Не участвовал  | Не участвовал  | Не участвовал  | Не участвовал  | Не участвовал  | Не участвовал  | Не участвовал  | Не участвовал  | Не участвовал  | Не участвовал  | Не участвовал  |
| 2022/23                                                                                  | Юта      | 48               | 15               | 23,9             | 50,6             | 39,3             | 81,9             | 2,2              | 2,9              | 0,6              | 0,1              | 14,3             | Не участвовал  | Не участвовал  | Не участвовал  | Не участвовал  | Не участвовал  | Не участвовал  | Не участвовал  | Не участвовал  | Не участвовал  | Не участвовал  | Не участвовал  |
| 2023/24                                                                                  | Юта      | 78               | 51               | 26,6             | 48,7             | 39,4             | 85,9             | 2,6              | 4,9              | 0,8              | 0,2              | 18,7             | Не участвовал  | Не участвовал  | Не участвовал  | Не участвовал  | Не участвовал  | Не участвовал  | Не участвовал  | Не участвовал  | Не участвовал  | Не участвовал  | Не участвовал  |
| 2024/25                                                                                  | Юта      | 63               | 61               | 27,9             | 48,0             | 40,6             | 86,5             | 2,7              | 4,2              | 0,7              | 0,1              | 18,4             | Не участвовал  | Не участвовал  | Не участвовал  | Не участвовал  | Не участвовал  | Не участвовал  | Не участвовал  | Не участвовал  | Не участвовал  | Не участвовал  | Не участвовал  |
|                                                                                          | Всего    | 407              | 335              | 29,9             | 47,0             | 38,7             | 83,8             | 2,8              | 3,7              | 0,8              | 0,1              | 18,8             | Не участвовал  | Не участвовал  | Не участвовал  | Не участвовал  | Не участвовал  | Не участвовал  | Не участвовал  | Не участвовал  | Не участвовал  | Не участвовал  | Не участвовал  |
| Наведите курсор мыши на аббревиатуры в заголовке таблицы, чтобы прочесть их расшифровку. |          |                  |                  |                  |                  |                  |                  |                  |                  |                  |                  |                  |                |                |                |                |                |                |                |                |                |                |                |

### Статистика в NCAA
| Сезон | Команда | Conf  | Class | GP | GS | MPG  | FG%  | 3P%  | FT%  | RPG | APG | SPG | BPG | PPG  |
| --- | ------- | ----- | ----- | -- | -- | ---- | ---- | ---- | ---- | --- | --- | --- | --- | ---- |
| 2017/18 | Алабама | SEC   | FR    | 33 | 32 | 29,9 | 44,7 | 33,6 | 77,8 | 3,8 | 3,6 | 0,8 | 0,1 | 19,2 |
| Всего | Всего   | Всего | Всего | 33 | 32 | 29,9 | 44,7 | 33,6 | 77,8 | 3,8 | 3,6 | 0,8 | 0,1 | 19,2 |
| Наведите курсор мыши на аббревиатуры в заголовке таблицы, чтобы прочесть их расшифровку Статистика приведена с сайта sports-reference.com |         |       |       |    |    |      |      |      |      |     |     |     |     |      |